# Конокбай-Талаа
Конокбай-Талаа (кирг. Конокбай-Талаа) — село в Кара-Кульджинском районе Ошской области Кыргызстана. Входит в состав Сары-Булакского айылного аймака.

## География
Село расположено в северной части области, в высокогорной зоне, на расстоянии приблизительно 23 километров (по прямой) к юго-юго-востоку от села Кара-Кульджа, административного центра района. Абсолютная высота — 2003 метра над уровнем моря.

## Население
Согласно оценочным данным Национального статистического комитета Кыргызской Республики, численность населения села на начало 2023 года составляла 716 человек.
| год     | 2009 | 2014 | 2015 | 2020 | 2021 | 2023 |
| ------- | ---- | ---- | ---- | ---- | ---- | ---- |
| человек | 724  | 698  | 710  | 714  | 715  | 716  |